# Djibo Sounkalo
Djibo Sounkalo était un homme politique ivoirien du PDCI-RDA, ancien député et vice-président de la 1e législature de l'Assémblée nationale de Côte d'Ivoire de 1959 à 1960. Il fut ensuite maire de la ville de Bouaké de 1960 à 1980, Il signa au nom de la ville ivoirienne, le jumelage avec la ville de Villeneuve-sur-Lot, anciennement dirigée par Jacques Raphaël-Leygues.
Il est le père de Nicolas Djibo, élu maire de Bouaké en 2013.